# Loxia pytyopsittacus

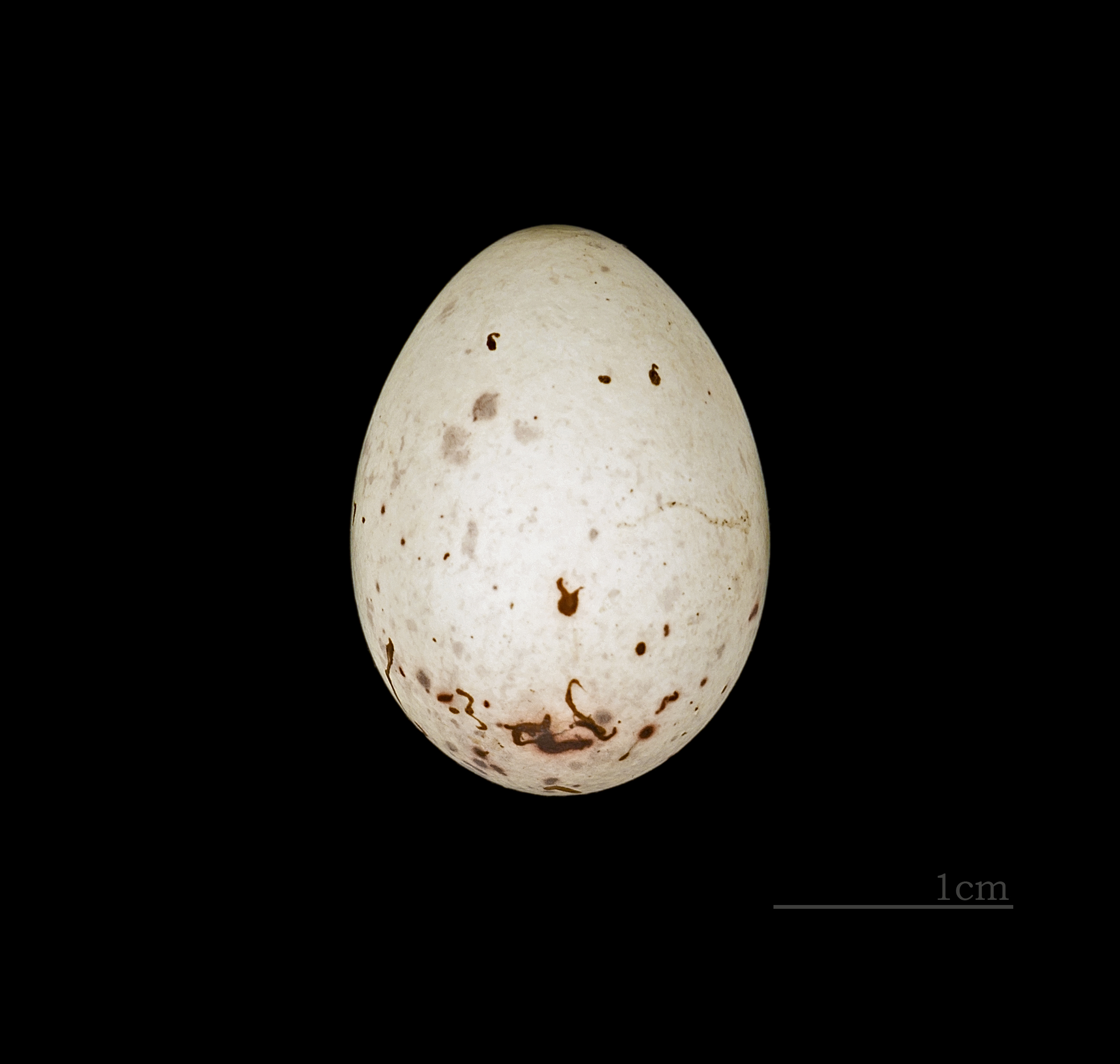
Loxia pytyopsittacus

Loxia pytyopsittacus là một loài chim trong họ Fringillidae.